# Rez

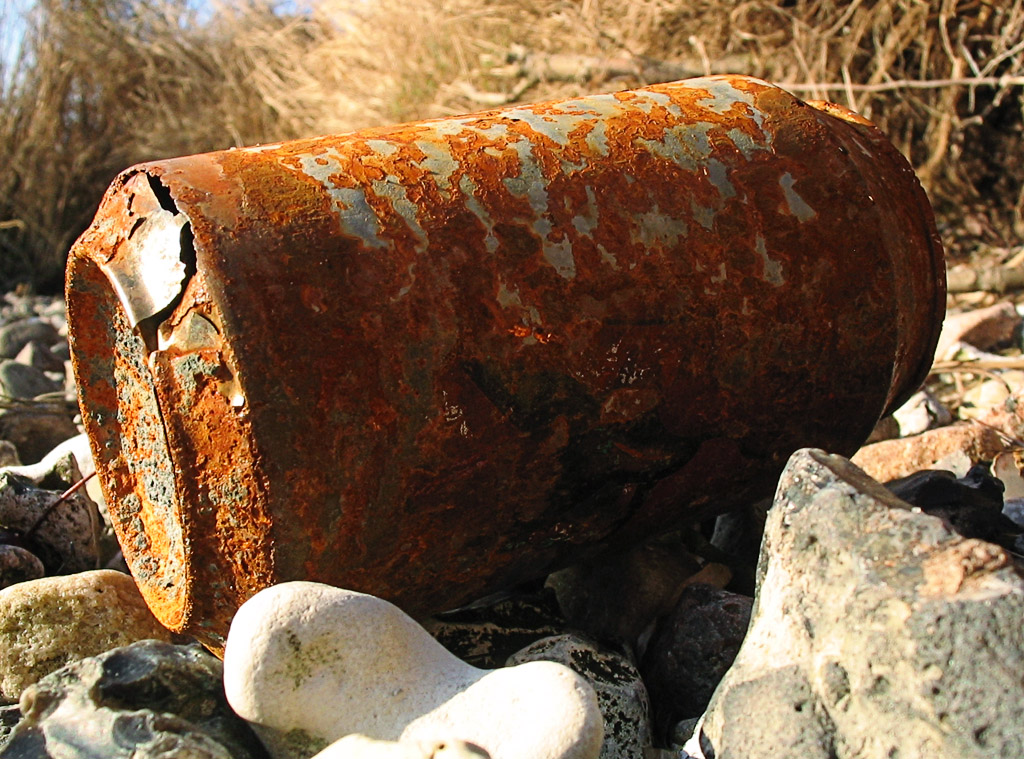
Rez na plechovce prostupující ochrannou cínovou vrstvou

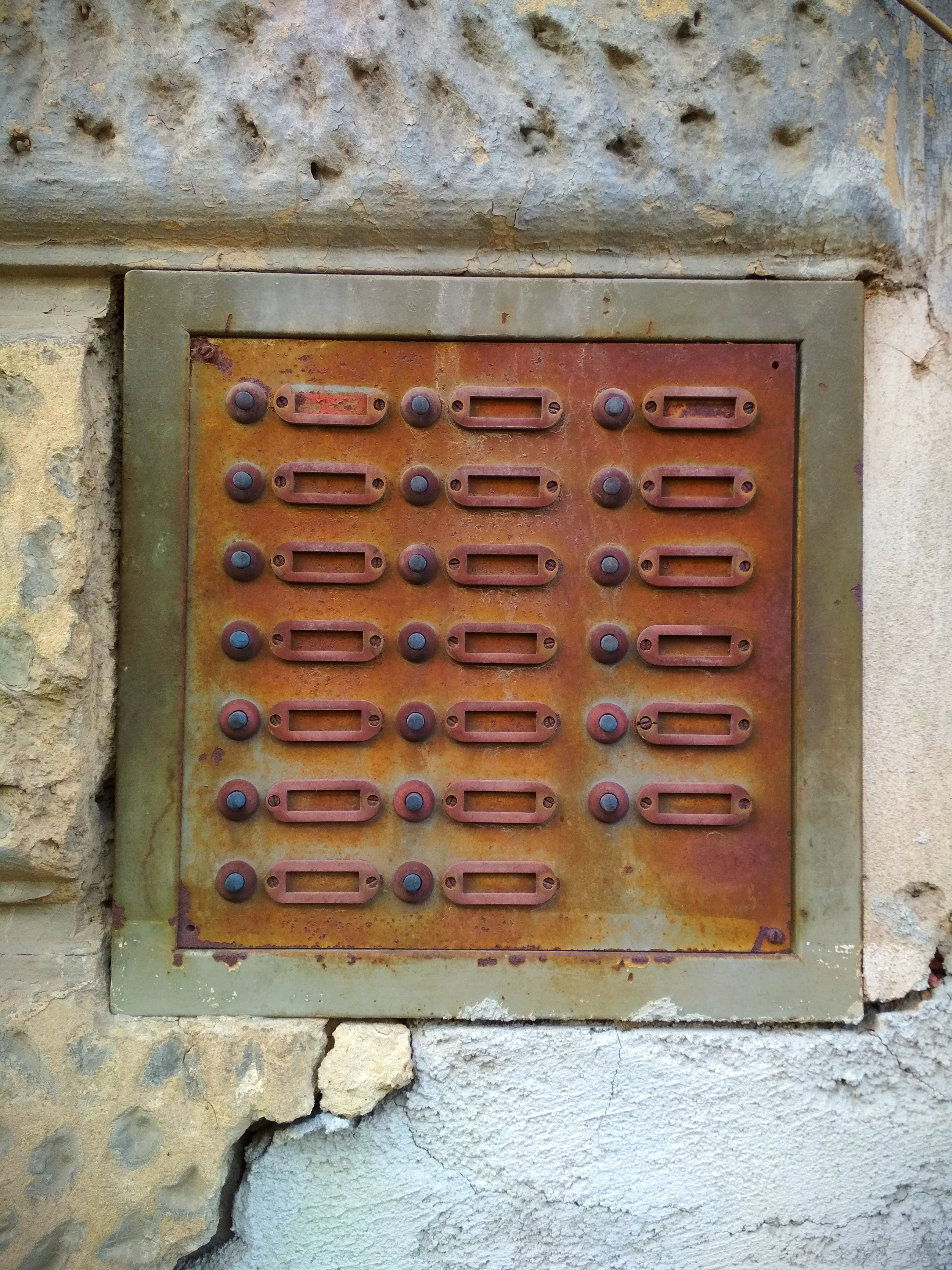
Rez na starých domovních zvoncích

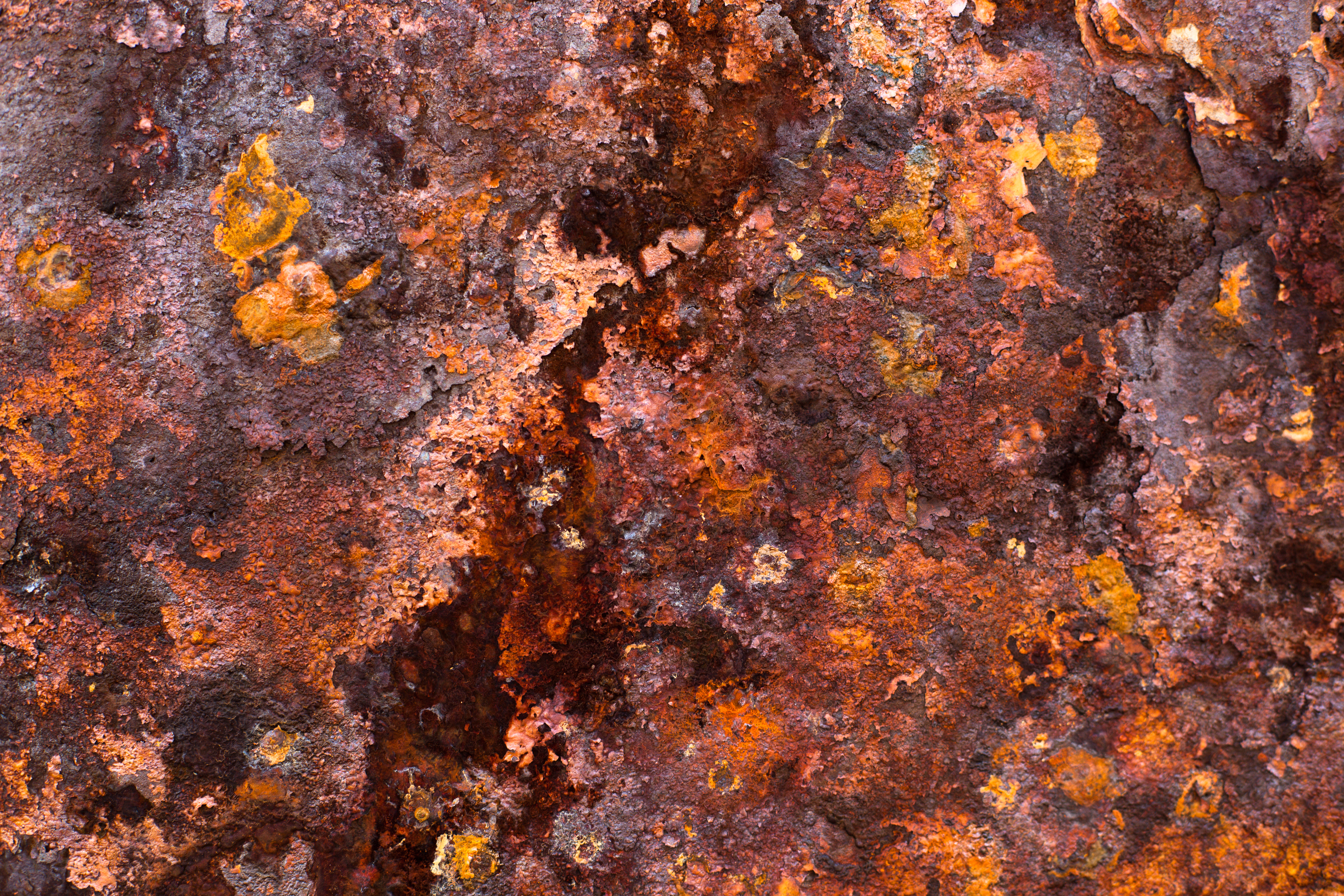
Rez na železe

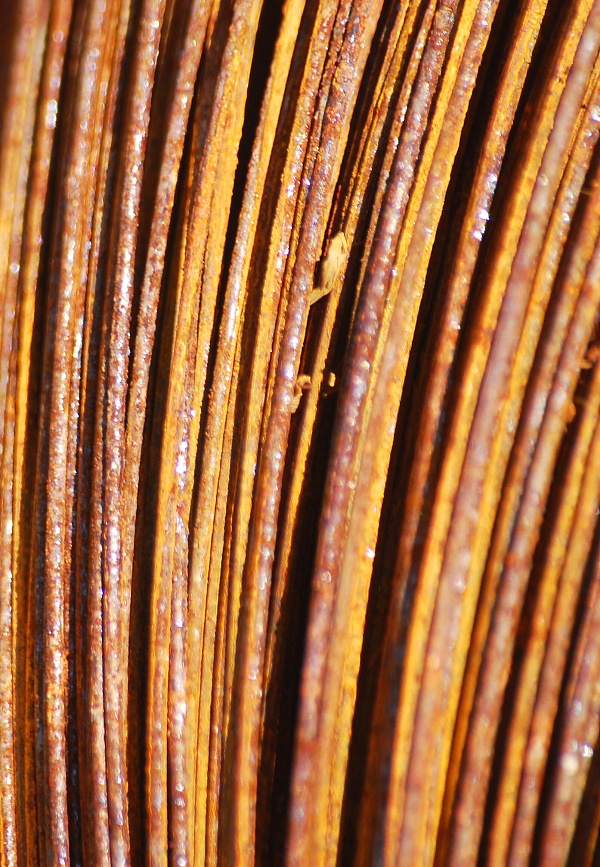
Rezavé dráty

Rez (ženský i mužský rod) je červenohnědý povlak, který se tvoří na povrchu železných a ocelových předmětů. Povlak tvoří hydratovaný oxid železitý (Fe2O3·nH2O), případně FeO(OH), Fe(OH)3, které vznikají účinkem vlhkého prostředí a kyslíku.
Proces vzniku rzi se nazývá rezavění a je to druh koroze. Na rozdíl od oxidů jiných kovů nevytváří rez souvislou vrstvu a nechrání tak železo před další korozí. Rez je porézní a postupně opadává, takže znovu odhaluje čerstvý povrch. Rezavění železa tak pokračuje do hloubky a může ocelové předměty i konstrukce úplně zničit.

## Ochrana proti rzi
Vzhledem k významu a rozšíření železa a oceli působí rez obrovské škody a na ochranu proti rzi se vynakládají velké prostředky.

### Nerezavějící oceli
Slitiny železa a niklu, chromu a dalších kovů vytvářejí na povrchu pasivní ochranou vrstvičku, takže nerezavějí. Tyto oceli jsou však velmi drahé.

### Katodová ochrana
U povrchů ponořených do vody (např. bojler), lze rezavění zcela zastavit tím, že se v jejich blízkosti umístí zinková, hliníková, hořčíková apod. anoda. Chráněný železný povrch se tak stane katodou galvanického článku a probíhající proud rezavění zastaví. Anoda se vlivem času opotřebovává a je nutné ji vyměňovat.

### Nátěry
Povrchová vrstva nátěru, barvy nebo laku brání přístupu kyslíku a tím i rezavění. Pro krátkodobou ochranu se používají oleje a tuky, pro trvalejší jsou to rozpuštěné organické látky nebo monomery, které na povrchu předmětu ztvrdnou. Nátěrové hmoty často obsahují protikorozní přísady. Také betonový povrch ocelovou armaturu do jisté míry chrání, protože na rozhraní udržuje zásadité prostředí.

### Modření
Modření, černění nebo také brynýrování je proces, kterým se povrch předmětu oxiduje stabilním modročerným magnetitem (Fe3O4). Vytváří se obvykle při vyšší teplotě (150 °C a více) působením alkalických solí a používá k ochraně zbraní a menších jemně opracovaných předmětů.

### Pokovování
Velmi rozšířenou metodou povrchové ochrany proti rezavění je nanášení tenké vrstvy jiného, odolnějšího kovu. Nejběžnější je galvanické pokovování povrchu, např. zinkování, mědění, niklování a chromování. Silnější a odolnější vrstva vzniká při žárovém pokovování v lázni roztaveného kovu (zinek, cín). Tak se často zinkují zejména části automobilových podvozků a karosérií, střešní krytiny nebo nádoby.